# Linia równowagi
Linia równowagi (krzywa równowagi) albo krzywa współistnienia – linia na wykresie fazowym łącząca punkty odpowiadające równowadze pomiędzy dwiema określonymi fazami, np. cieczą i parą.